# Scott megye (Minnesota)
Scott megye az Amerikai Egyesült Államokban, azon belül Minnesota államban található. Megyeszékhelye és legnagyobb városa Shakopee. Lakosainak száma 150 928 fő (2020. április 1.). Scott megye Hennepin, Le Sueur, Rice, Dakota, Carver és Sibley megyékkel határos.

## Népesség
A megye népességének változása:
| Lakosok száma | 130 485 | 132 576 | 135 047 | 137 232 | 141 660 | 150 928 |
|               | 2010    | 2011    | 2012    | 2013    | 2015    | 2020    |